# ジン (バンド)
ジンは、日本のロックバンド。2003年結成、2006年メジャーデビュー。2015年からの活動休止期間を経て2022年に活動再開。

## 概要
メンバーはひぃたん、ハルカ、もとき（MOTOKI）、哲之の4人。詳細は後述のメンバーの節を参照のこと。
バンド名の由来についてはメジャーデビュー以降は公表されていないが、インディーズ当時の「『陣』を組み、『仁』を忘れずに『人』になり、『刃』になりて『神』となる」という本人たちのモットー（或いはキャッチコピー）から得られたものであるとされる。なお、「お酒のジンではない」と『ジンのオールナイトニッポンR』内にてひぃたん自らリスナーに留意する発言をした。
楽曲制作の際は、まずハルカが中心となって曲のバックトラックを制作し、デモ音源が出来上がった段階で、ひぃたんがメロディーから感じ取ったイメージから歌詞をつけるというスタイルを取っている。作曲においては、まずハルカが思いついたフレーズを弾きながら、もときと哲之の2人がそれに合わせてセッションを行いながら完成させていくというパターンを常用する。また、楽曲の作詞・作曲・編曲のクレジットは全てジン名義による。

## メンバー
- ひぃたん（本名：湯野川広美（ゆのかわひろみ）、1987年3月3日 - ）
  - ボーカル担当。東京都国立市出身・在住。血液型A型。
  - 兄はインディーズバンドの「こきょうらく（个響落）」のピアノボーカルであるDON。伯母は作詞家の湯川れい子。デビュー当時から本名は非公開であったが、ソロ活動では本名で活動する。
  - 夫はパーカッショニストの森盛滋。ソロやジン（アコースティック）でのサポートをしている。
- ハルカ（本名: 菊地 悠（きくち はるか）[1]、1986年5月16日 - ）
  - ギター、弦楽器、コーラス担当。血液型B型。
  - 宮城県栗原郡若柳町（現・栗原市）生まれ、東京都小金井市育ち・在住。
  - 幼少の頃よりヴァイオリンを習っていたことがあり、絶対音感があるという。弦楽器の演奏を得意とし、楽曲「26」ではヴァイオリン、「みこと」では三線、「獅子の種」ではバンジョーを演奏した。
- MOTOKI（もとき、MOTOPONジュニア）（1985年7月10日 - ）
  - ベース担当。東京都出身・在住。血液型A型。2020年の映画『時の行路』に大崎拓未役で出演。
- TETSUYUKI（てつゆき、本名: 山田 哲之（やまだ てつゆき）[2]、1987年1月19日 - ）
  - ドラムス担当。東京都小金井市出身・在住。血液型AB型。
  - 現在は様々なライブのサポートメンバーとして活動しつつ、ランズベリー・アーサーをボーカルとしたバンド「Stellagram」に参加している[3]。

## 来歴
- 2003年
  - 7月、東京都立府中東高等学校の軽音楽部にて現メンバーが知り合い、結成。
  - 9月よりインディーズで活動を始める。
- 2004年
  - 3月、初のデモCD-R『0 〜ゼロ〜』をライブ会場で500枚限定発売し、即完売。
  - 11月、ヤマハ音楽振興会主催のTEENS' MUSIC FESTIVALに初出場。ロッテ賞を受賞する。
- 2005年
  - 1月、初のツアーを敢行。2ヶ月で全国50ヶ所以上を回り、話題を集める。これがデビューのきっかけとなる。このツアーライブを見ていた現事務所の関係者が衝撃を受け、ライブ終了後に即契約の交渉を求めたという異例のエピソードをもつ。ツアーの最中にミニアルバム『言錆の樹』をリリース。
- 2006年
  - 5月24日、ミニアルバム『言錆の樹』でメジャーデビュー。インディーズ時代に発売されたものの再発売版でのメジャーデビューはSUEMITSU & THE SUEMITHの『Man Here Plays Mean Piano - A New Edition 4 Sony Music』以来（トラックの追加収録のされない純再発盤としてはASIAN KUNG-FU GENERATIONの『崩壊アンプリファー』以来）。
  - 8月2日、シングル「雷音」を発売。発売前からアニメ『BLOOD+』のテーマソングに起用されていたことで話題を呼び、リリースから2週間後の8月18日にはテレビ朝日系『ミュージックステーション』で初の全国ネット音楽番組に出演を果たす。
- 2007年
  - 1月31日、シングル「解読不能」を発売。オリコンシングルチャートで初登場10位を記録。
  - 2月28日、初のフルアルバム『レミングス』を発売。
  - 3月3日よりアルバムリリースを記念したメジャー初のライブツアー『ジンTOUR2007〜大陸大移動〜』を行う。
  - 12月20日、初となる配信限定シングル『獅子の種』を配信開始。
- 2008年
  - 2月6日、アルバム『クオリア』を発売。
  - 4月1日、Palm Beach Inc.のレーベル運営解消に伴い、内部レーベルをEPIC RECORDS JAPANへ移籍。
  - 4月18日よりアルバムリリースを記念したライブツアー『ジンTOUR'08クオリアリティ』を行う。
- 2010年
  - 7月14日、インディーズのdefrock recordsから移籍後初のミニアルバム『エンジン』を発売。
- 2012年
  - ライヴ会場限定生産シングル「夢幻の光／ブルースケール」を発売。
- 2013年
  - 6月5日、defrock recordsから3rdフルアルバム『For The Seeker』を発売。
- 2015年
  - 3月、活動休止。
- 2022年
  - 10月、公式Twitterが開設され、4人が3年ぶりにスタジオに集まり音合わせをする動画を公開した。
- 2023年
  - 11月、東京府中Flightにて「ジン」としてライブに出演。ただしドラム哲がスケジュール不参加のため、ひぃたん、ハルカ、MOTOKI によるアコースティックスタイルとなる（サポートに森盛滋）。公式グッズも販売開始。
  - 以降、ジンとしての活動は、ひぃたん、ハルカ、サポートの森によるアコースティックスタイルがメインとなっている。メンバーのスケジュールが合い次第4人でのライブを企画している。

## 作品

### 自主制作CD-R
1. 0 〜ゼロ〜 （2004年3月）※アマチュア盤・生産･販売終了
  - M-1 虹周走
  - M-2 あぐり

### シングル
|     | 発売日         | タイトル                 | 規格品番  | 備考                           |
| --- | -------------- | ------------------------ | --------- | ------------------------------ |
| 1st | 2006年8月2日   | 雷音                     | ESCL-3092 | オリコン最高29位、登場回数9回  |
| 2nd | 2006年11月22日 | マラカイト               | ESCL-3093 | オリコン最高84位、登場回数回   |
| 3rd | 2007年1月31日  | 解読不能                 | ESCL-3094 | オリコン最高10位、登場回数10回 |
| 4th | 2007年7月18日  | Vuena Vista              | ESCL-3096 | オリコン最高111位              |
|     | 2007年12月20日 | 獅子の種                 |           | 配信限定                       |
| 5th | 2012年4月24日  | 夢幻の光／ブルースケール | DEFR-004  | ライヴ会場限定                 |
| 6th | 2013年5月8日   | RIZING                   | DEFR-005  | タワーレコード限定             |

### アルバム
|          | 発売日         | タイトル       | 規格品番                            | 備考                                              |
| -------- | -------------- | -------------- | ----------------------------------- | ------------------------------------------------- |
| 1st mini | 2005年3月3日   | 言錆の樹       | 3B5303                              | インディーズ盤・生産･販売終了                     |
|          | 2006年5月24日  | 言錆の樹       | ESCL-3091                           | メジャーデビュー盤 オリコン最高151位、登場回数8回 |
| 1st      | 2007年2月28日  | レミングス     | QQCL-23 ESCL-3095                   | オリコン最高31位、登場回数6回                     |
| 2nd      | 2008年2月6日   | クオリア       | QQCL-35 ESCL-3097                   | オリコン最高94位                                  |
| 2nd mini | 2010年7月14日  | エンジン       | DEFR-002                            | オリコン最高234位                                 |
| 3rd      | 2013年06月05日 | For The Seeker | DEFR-006:初回限定盤 DEFR-007:通常盤 | オリコン最高114位                                 |

### 参加オムニバス作品
「雷音」収録
1. ALIVE （2004年11月4日）
2. BLOOD+ COMPLETE BEST （2006年10月25日）

「解読不能」収録
1. CODE GEASS COMPLETE BEST （2009年1月14日）

## ミュージックビデオ
| 監督                | 曲名                                         |
| ウスイヒロシ        | 「マラカイト」「雷音」                       |
| 滝本登鯉            | 「解読不能」「創の手」                       |
| T-58                | 「Vuena Vista」「獅子の種」                  |
| Nacky feat.西平直人 | 「RIZING」                                   |
| モリ○カツ           | 「100万回好きだと言って」                    |
| 不明                | 「夢幻の光」「アイデンティティ・クライシス」 |

## タイアップ一覧
| 使用年 | 曲名       | タイアップ                                                                    |
| ------ | ---------- | ----------------------------------------------------------------------------- |
| 2006年 | 雷音       | MBS・TBS系アニメ『BLOOD+』オープニングテーマ（第39話 - 第50話）               |
| 2006年 | マラカイト | テレビ朝日系『草野☆キッド』エンディングテーマ                                 |
| 2006年 | マラカイト | ポケメロJOYSOUND TVCMソング                                                   |
| 2007年 | 解読不能   | MBS・TBS系アニメ『コードギアス 反逆のルルーシュ』第2クール オープニングテーマ |
| 2008年 | 獅子の種   | 日本テレビ系『音燃え!』2月オープニングテーマ                                  |
| 2008年 | フーガ     | NHK-FM『ミュージック・スクエア』2008年2・3月度オープニングテーマ              |
| 2011年 | 夢幻の光   | 研伸館 CMソング                                                               |
| 2013年 | RIZING     | 毎日放送『ENT』2013年5月度エンディングテーマ                                  |

## 主なライブ

### ワンマンライブ・主催イベント
- 2009年05月24日 - ジン Presents『ing』
w/No Regret Life
- 2009年08月07日 - ジン Presents『ing』Vol.2
w/Dirty Old Men
- 2009年11月07日 - ジン Presents『ing』Vol.3
w/Jeepta
- 2010年03月14日 - ジン Presents『ing』Vol.4
w/Prague
- 2010年05月24日 - ジン Presents『ing』SPECIAL
w/serial TV drama/FoZZtone
- 2010年09月11日 - モルタルレコードストア presents ～ジンレコ発～ モンスターエンジンツアー
- 2012年04月27日 - ジン Presents "東京 春のJINN Vol.2"
w/Scars Borough/BYEE the ROUND
- 2013年03月09日 - ジン Presents "東京 春のJINN Vol.5～Special For Graduation!!"
- 2013年03月24日 - ジン Presents "名古屋 春のJINN Vol.7～Special For Graduation!!"
- 2013年07月21日 - "10 Years 'A' Go ージン 10th Anniversaryー"
- 2013年06月21日〜10月20日 - Follow The Seeker TOUR〜3rd Full Albumレコ発〜
- 2015年02月01日 - ジン Presents "四季彩彩 大阪"
w/アルカラ/オレスカバンド/Self-Portrait
- 2015年07月03日 - ジンpresents『虹の周りを走る唄～ジン 12周年 アコースティックライブ～ vol.1』
w/オズ/小林太郎/湯野川広美

### 出演イベント
- 2006年08月19日 - TREASURE052 2006 ～FLASH! 2nd day～
- 2006年11月25日 - スペースシャワー列伝 第63巻 ～心斎橋・秋の陣～
- 2006年12月29日 - COUNTDOWN JAPAN 06/07
- 2006年12月31日 - COUNTDOWN JAPAN 06/07 -WEST-
- 2007年05月04日 - Excite Music BLOG PARTY
- 2007年06月26日 - マキシマム ザ ホルモン ぶっ生き返すTOUR
- 2007年08月04日 - ROCK IN JAPAN FESTIVAL 2007
- 2007年08月15日 - ロックロックこんにちは! in 仙台
- 2007年08月19日 - TREASURE05X 2007 ～30th road goes on 1st day～
- 2007年09月02日 - RUSH BALL 2007
- 2007年10月12日 - SCHOOL OF LOCK! LIVE TOUR YOUNG FLAG 07
- 2007年12月28日 - COUNTDOWN JAPAN 07/08
- 2008年05月24日 - RUSH BALL★10
- 2008年08月01日 - ROCK IN JAPAN FESTIVAL 2008
- 2008年08月03日 - MATCH UP '08 SUMMER SERIES
- 2008年08月18日 - TREASURE05X 2008 ～screaming triangle 3rd day～
- 2008年08月31日 - RUSH BALL 2008
- 2008年12月28日 - 冬RUSH!
- 2008年12月30日 - COUNTDOWN JAPAN 08/09
- 2009年05月09日 - JAPAN STREET CALLING TOUR
- 2009年05月20日・06月04日・06日・09日 - TOUR2009"UNISON SQUARE GARDEN"
- 2009年08月01日 - ROCK IN JAPAN FESTIVAL 2009
- 2009年03月14日 - VIVA! ROCK!
- 2010年05月02日 - COMIN'KOBE10
- 2010年09月19日 - イナズマロックフェス 2010
- 2010年05月07日 - Jeepta 日進月歩TOUR
- 2012年07月01日 - FLiP 2nd Album「XX emotion」リリースツアー ～喜怒愛ROCK～
- 2012年08月11日 - TREASURE05X 2012 ～glowing treasure 1st day～
- 2013年05月06日 - SHINJUKULOFT 14TH ANNIVERSARY No Regret Life presents "wonderful tonight!!Extra"supported by Rooftop
- 2013年07月14日 - MURO FESTIVAL 2013
- 2013年08月31日 - SOUND MARINA '13
- 2014年01月11日 - 心斎橋の如く2014
- 2014年03月11日 - MASTER PEACE 2014
- 2014年08月27日 - red cloth 11th ANNIVERSARY 赤い公園の拝啓新宿殿 ～夏の魔ジン～
- 2014年09月13日 - LACCO TOWER 狂想演奏家リリースツアー「狂想旅行」

## 出演

### ラジオ
- ジンの言ノ葉ラジオ（TOKYO FM DIGITAL RADIO 701ch、2006年6月 - 2007年6月）
- ジンのオールナイトニッポンR（ニッポン放送、2007年3月31日）
- UP's BEAT Tuesday（エフエムインターウェーブ、2008年1月1日 - 3月25日）